# Diagrama d'orbitals moleculars

Diagrama MO per al dihidrogen. Aquí els electrons es mostren amb punts.

Un diagrama d'orbitals moleculars, o diagrama MO, és una eina descriptiva qualitativa que explica l'enllaç químic de les molècules en termes de teoria d'orbitals moleculars en general i el mètode de combinació lineal d'orbitals atòmics (LCAO) en particular. Un principi fonamental d'aquestes teories és que a mesura que els àtoms s'uneixen per formar molècules, un cert nombre d'orbitals atòmics es combinen per formar el mateix nombre d'orbitals moleculars, encara que els electrons implicats es poden redistribuir entre els orbitals. Aquesta eina és molt adequada per a molècules diatòmiques simples com el dihidrogen, el dioxigen i el monòxid de carboni, però es fa més complexa quan es parla fins i tot de molècules poliatòmiques comparativament simples, com el metà. Els diagrames MO poden explicar per què existeixen algunes molècules i altres no. També poden predir la força d'unió, així com les transicions electròniques que poden tenir lloc.
La teoria MO qualitativa va ser introduïda el 1928 per Robert S. Mulliken i Friedrich Hund. Una descripció matemàtica va ser proporcionada per les contribucions de Douglas Hartree el 1928 i Vladimir Fock el 1930.
Els diagrames d'orbitals moleculars són diagrames dels nivells d'energia dels orbitals moleculars (MO), que es mostren com a línies horitzontals curtes al centre, flanquejades pels nivells d'energia dels orbitals atòmics (AO) constituents per a la seva comparació, amb els nivells d'energia augmentant de baix a dalt. Les línies, sovint línies diagonals discontinues, connecten els nivells MO amb els seus nivells AO constitutius. Els nivells d'energia degenerada es mostren habitualment un al costat de l'altre. Els nivells adequats d'AO i MO s'omplen d'electrons pel principi d'exclusió de Pauli, simbolitzat per petites fletxes verticals les direccions de les quals indiquen els girs dels electrons. Les formes AO o MO no es mostren sovint en aquests diagrames. Per a una molècula diatòmica, un diagrama MO mostra eficaçment l'energia de l'enllaç entre els dos àtoms, les energies no enllaçades AO es mostren als costats. Per a molècules poliatòmiques simples amb un "àtom central" com el metà (CH
4) o diòxid de carboni (CO
2), un diagrama MO pot mostrar un dels enllaços idèntics a l'àtom central. Per a altres molècules poliatòmiques, un diagrama MO pot mostrar un o més enllaços d'interès a les molècules, deixant-ne altres per simplicitat. Sovint, fins i tot per a molècules simples, els nivells d'AO i MO dels orbitals interiors i els seus electrons es poden ometre d'un diagrama per simplificar.
En la teoria MO, els orbitals moleculars es formen per la superposició d'orbitals atòmics. Com que els enllaços σ presenten una superposició més gran que els enllaços π, els orbitals d'enllaç σ i antienllaç σ* presenten una divisió (separació) d'energia més gran que els orbitals π i π*. L'energia orbital atòmica es correlaciona amb l'electronegativitat, ja que més àtoms electronegatius mantenen els seus electrons amb més força, reduint les seves energies. La compartició d'orbitals moleculars entre àtoms és més important quan els orbitals atòmics tenen energia comparable; quan les energies difereixen molt, els orbitals tendeixen a localitzar-se en un àtom i el mode d'enllaç esdevé iònic. Una segona condició per a la superposició d'orbitals atòmics és que tinguin la mateixa simetria.
El següent pas per construir un diagrama MO és omplir els orbitals moleculars recentment formats amb electrons. S'apliquen tres regles generals:
- El principi d'Aufbau estableix que els orbitals s'omplen començant amb l'energia més baixa
- El principi d'exclusió de Pauli estableix que el nombre màxim d'electrons que ocupen un orbital és dos, amb espins oposats.
- La regla de Hund estableix que quan hi ha diversos MO amb la mateixa energia, els electrons ocupen els MO d'un en un abans que dos electrons ocupin el mateix MO.